# Frossos (Braga)

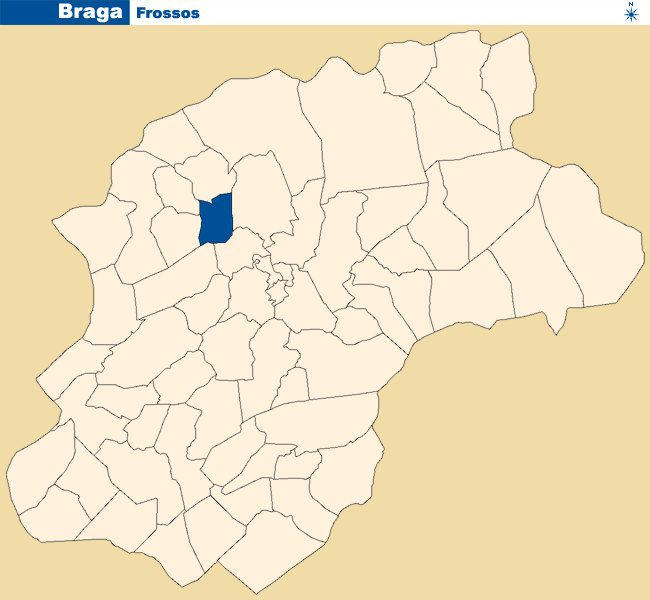

Frossos é uma povoação portuguesa do Município de Braga que foi sede da extinta Freguesia de Frossos, freguesia que tinha 1,3 km² de área e 1 806 habitantes (2011), e, por isso, uma densidade populacional de 1 389,2 hab/km².
A Freguesia de Frossos foi extinta em 2013, no âmbito de uma reforma administrativa nacional, tendo sido agregada à Freguesia de São Pedro de Merelim, para formar uma nova freguesia denominada União das Freguesias de Merelim (São Pedro) e Frossos com a sede em São Pedro de Merelim.

## População
| População da freguesia de Frossos (1864 – 2011) | População da freguesia de Frossos (1864 – 2011) | População da freguesia de Frossos (1864 – 2011) | População da freguesia de Frossos (1864 – 2011) | População da freguesia de Frossos (1864 – 2011) | População da freguesia de Frossos (1864 – 2011) | População da freguesia de Frossos (1864 – 2011) | População da freguesia de Frossos (1864 – 2011) | População da freguesia de Frossos (1864 – 2011) | População da freguesia de Frossos (1864 – 2011) | População da freguesia de Frossos (1864 – 2011) | População da freguesia de Frossos (1864 – 2011) | População da freguesia de Frossos (1864 – 2011) | População da freguesia de Frossos (1864 – 2011) | População da freguesia de Frossos (1864 – 2011) |
| ----------------------------------------------- | ----------------------------------------------- | ----------------------------------------------- | ----------------------------------------------- | ----------------------------------------------- | ----------------------------------------------- | ----------------------------------------------- | ----------------------------------------------- | ----------------------------------------------- | ----------------------------------------------- | ----------------------------------------------- | ----------------------------------------------- | ----------------------------------------------- | ----------------------------------------------- | ----------------------------------------------- |
| 1864                                            | 1878                                            | 1890                                            | 1900                                            | 1911                                            | 1920                                            | 1930                                            | 1940                                            | 1950                                            | 1960                                            | 1970                                            | 1981                                            | 1991                                            | 2001                                            | 2011                                            |
| 708                                             | 701                                             | 706                                             | 642                                             | 700                                             | 645                                             | 755                                             | 809                                             | 879                                             | 847                                             | 880                                             | 860                                             | 845                                             | 1 423                                           | 1 806                                           |

## História
Frossos é uma das mais antigas freguesias do concelho. Aparece referenciada em documentos escritos desde o ano 911, então nos limites do bispado de Dume.
O 'Liber Fidei' menciona a igreja de S. Salvador, da Virgem Maria, de St.º António e de S. Miguel Angelo na 'Vila de Forozos'.
A partir do século XIII começa a figurar como 'Paróquia de S. Miguel de Forozos'. Esta terra 'Froços' é citada nas inquirições de 1220, 1258, 1290, 1320, 1371 e 1528.
Frossos foi sede do sindicato dos tachinhas ou tacheiros, homens que se dedicavam ao fabrico manual ou mecânico das tachinhas, uma espécie de pregos muito usados para reforço das botas militares e de outro tipo de calçado como as tamancas. Embora já extinta, esta actividade marcou a imagem da localidade há algumas décadas atrás, chegando mesmo a ser a principal ocupação dos homens da terra.

## Património
Ao nível do património local, destaca-se a singularidade do Cruzeiro do Sr. da Chousa, datado do século XVI, em cujo capitel aparece a  inscrição do Sr.º do Bonfim, com uma caveira e duas tíbias cruzadas, simbologia frequente nos cemitérios.
Referência ainda para a Casa do Feital, residência do século XVIII foi inicialmente um pavilhão de caça de D. João Pereira Forjaz Coutinho, casado com a herdeira do Palácio dos Biscainhos, em Braga, e de Bertiandos, em Ponte de Lima. Uma quarta neta deste casal casou com D. Pedro Maria Saldanha Henriques, filho dos Condes das Alcáçovas, em cuja descendência se manteve esta casa.